# 알섬 (화대군)
알섬은 함경북도 화대군 소속의 동해의 섬이다. 

## 지리
화대군으로부터 남쪽 방향으로 약 21km 멀리 떨어져 있으며 화대군의 양도에서 대략 12km 정도 떨어져 있는 돌로 이루어진 무인도이다. 김책시로부터 동쪽 방향으로 약 30km 정도 떨어져 있다. 북한이 미사일 발사 실험을 할때 자주 등장하는 섬이다.